# Bamena
Bamena is een dorp in West-Kameroen, in de Bamilékéstreek.
De plaats is gelegen in het departement Ndé en ligt op 10 km van de snelweg Bangangte Bangangte-Bafang. Bamena ligt in het district Bangangté.